# Betanina

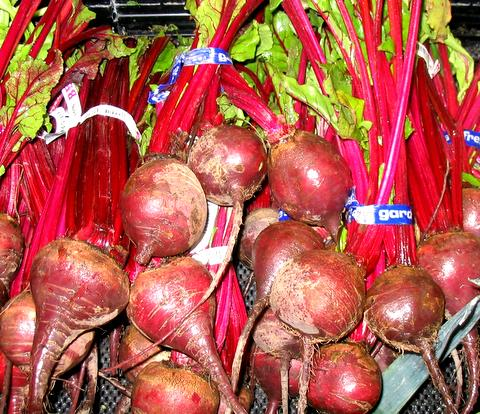
A betanina é o principal pigmento das raízes da beterraba.

A betanina, vermelho beterraba ou corante E-162 é uma substância que consiste no extrato aquoso da raiz da beterraba vermelha (Beta vulgaris). Extrai-se, geralmente, após a fervura em água, e apresenta uma cor rosada. A betacianina é um pigmento hidrossolúvel, ou seja, dissolve na água, ou ainda, se dissolve bem em substâncias polares.
Este extrato é uma mistura muito complexa da qual ainda não se conhecem todos os componentes. Às vezes se deixa fermentar o suco da beterraba para eliminar o açúcar presente, mas também se utiliza sem mais modificações, simplesmente dessecando-o.
Por modernos processos de desidratação e liofilização, seguidos de centrifugação e dessecagem em fornos, produz-se chamada betanina, com aplicação em massas.